# Розалин Картер
Елеонор Розалин Смит Картер (енгл. Eleanor Rosalynn Smith Carter; Плејнс, 18. август 1927 — Плејнс, 19. новембар 2023) била je супруга 39. председника САД, Џимија Картера, и носилац титуле прве даме САД, од 20. јануара 1977. до 20. јануара 1981. Као прва дама је била политички активна током свог боравка у Белој кући и присуствовала је многим састанцима председниковог кабинета, и једна је од најактивнијих и политички најписменијих првих дама. Вршила је улогу најближег саветника свог мужа, и често је боравила у званичним посетама у иностранство, нарочито у Латинској Америци. Заједно са мужем је основала Картер Центар 1982, непрофитна организација која за циљ има очување људских права, олакшавање људских тешкоћа и побољшање квалитета живота у преко 80 држава. Преминула је у 97. години живота у својем дому у Плејнсу у Џорџији, 19. новембра 2023. године.

## Младост
Елеонор Розалин Смит је рођена 18. августа 1927. у Плејнсу, савезна држава Џорџија, као најстарија од четири деце. Добила је име по баби са мајчине стране, Рози Вајз Мареј. Отац, Вилбурн Едгар Смит, је по занимању био аутомеханичар, возач аутобуса, и фармер, а мајка, Франсис Алетеа „Ели” Мареј Смит је била учитељица, радник у пошти, и шила је хаљине. Њена браћа су била Вилијам Џеролд „Џери” Смит (1929–2003), по занимању инжењер, и Мареј Ли Смит (1932–2003), учитељ и парох. Њена сестра Лилијан Алетеа (Смит) Вол (1936−) је по занимању трговац некретнинама, и добила је име по мајци Џимија Картера (породице Картер и Смит су били пријатељи и пре венчања Џимија и Розалин).
Њена породица је живела у сиромаштву, али је Розалин рекла да ни она ни њена браћа и сестра нису тога били свесни, јер иако њена породица „није имала новац, није га имала ниједна породица, и што се нас тиче, ми смо били веома богати”. Црква и школа су биле централни део у заједници њене породице у градићу Плејнсу, и због величине града су се сви становници међусобно познавали. Током раног детињства се често играла са дечацима, јер у њеној улици није било девојчица њеног узраста. Била је заинтересована за авионе и цртала је зграде, па је сматрала да ће једног дана бити архитекта.
Кад је напунила 13 година, отац јој умире од леукемије, и по њеним речима је то био крај њеног детињства. Од тог тренутка је помагала својој мајци у одгоју и васпитању своје браће и сестре, и у шивењу хаљина које је њена мајка започела како би допунила кућни буџет. Розалин приписује своју независност и радну навику својој мајци и њеном ношењу са тадашњом тешком ситуацијом. Завршила је средњу школу у родном граду Плејнсу, и уписала је колеџ, међутим морала је да се испише са њега због недостатка новца и обавеза према браћи и сестри, и у том периоду се и удала за Џимија Картера.

## Политика

### Прва дама Џорџије
Након помоћи мужу око избора за гувернера Џорџије 1970, Розалин је одлучила да се посвети менталном здрављу када је постала Прва дама савезне републике. Постављена је у Гувернерову Комисију за побољшање услуга за ментално и емоционално хендикепиране. Многе од препорука Комисије су одобрене и постале су закон. Августа 1971. започиње обилазак менталних институција широм Џорџије, и као свој највећи успех као Прва дама Џорџије истиче своје напоре око деце ометене у развоју. Волонтирала у Регионалној болници Џорџије у Атланти, и четири година је била почасни председавајући у Специјалној Олимпијади у Џорџији.
Супруге законодаваца Џорџије су сматрале Розалин узором, и дивиле су јој се због изгледа и њених одлика. Њене активности су укључивале забављање до 75 особа недељно у Гувернеровој Резиденцији Џорџије.

### Председничка кампања 1976.
Када се мандат њеног мужа као гувернера Џорџије завршио у јануару 1975, она, Џими, и ћерка Ејми су се вратили у Плејнс. Након неког времена је Џими Картер најавио да ће се кандидовати за прелиминарне изборе у Демократској странци како би ушао у трку за председника, и Розалин се поново вратила кампањи налик на оној за гувернера, с разликом што је сада то радила на националном нивоу. Пошто је Картер био релативно непознат широј јавности ван Џорџије, Розалин је одлучила да самоиницијативно посети 41 државу и да објашњава народу ко је њен муж, и шта је одрадио у Џорџији заједно са њом. Иако је био аутсајдер, Џими Картер је ипак успео да освоји номинацију за председника, и да 1976. изазове Џерала Форда.
Након номинације, Картерови су се састајали са потенцијалним кандидатима за потпредседника, и након сусрета са Волтером Мондејлом и његовом супругом Џоун Мондејл су одлучили да Волтер Мондејл буде кандидат за потпредседника. Након избора, Картерови су упознали Фордове у Белој кући након чега Џералдова супруга Бети Форд постаје Розалинин узор.

### Прва дама САД

#### Велике иницијативе
Када је њен муж преузео дужност председника у јануару 1977, током параде поводом председничке инаугурације Розалин и Џими Картер су ходали низ Пенсилванијску Авенију држећи се за руке, а Розалин је обукла исту хаљину као пре 6 година у Атланти, када је Џими постао гувернер Џорџије.
Розалин је изјавила да нема намеру да буде традиционална Прва дама. Током администрације свог мужа, Розалин је подржавала његову јавну политику, као и његов друштвени и приватни живот. Да би била потпуно информисана, присуствовала је састанцима председничког кабинета на његов позив. Била је прва супруга америчког председника која је имала своју канцеларију која се налазила у Источном крилу Беле куће. На Дан жена 1977. се придружила бившим Првим дамама Лејди Берд Џонсон и Бети Форд зарад пружања подршке неуспелом Амандману о једнаким правима (енгл. Equal Rights Amendment; ERA), који је имао за циљ да гарантује једнака легална права за све Америчке грађане независно од пола, и требао је да оконча разлике у правном смислу по питању развода, власништва, запослења, и других ствари..
Марта 1977. је дала свој први интервју након што је постала Прва дама. Нагласила је да је њен главни фокус ментално здравље. „Свакој особи којој треба нега менталног здравља треба бити омогућено да је прими у близини свог дома, и потребно је да се уклони стигма са менталног здравља како би људи могли слободно о томе да причају и да траже помоћ. Предуго је био табу да се призна да неко има проблем са менталним здрављем”. Служила је као активни почасни члан Председникове комисије за ментално здравље, и у име Системског закона за ментално здравље из 1980. је давала исказ Конгресу, чинећи је другом Првом дамом која је говорила у Конгресу, након Еленор Рузвелт.
Током 1978. се ангажује у реформи опште болнице у Вашингтону, након што је критиковала њен изглед, и периодично је посећивала болницу током њене обнове.

#### Политички утицај
Две године након што је постала Прва дама, Тајм магазин ју је назвао „другом најутицајнијом особом у САД”. Председник Картер је много пута изјавио да је она његов једнак партнер, чак је једном приликом назвао „мој савршени продужетак”. Током интервјуа у 1977, Розалин признаје да се често расправља са мужем око његових политика, али да је он ипак радио по својим закључцима, и демантовала је наводе да утиче на председникове кључне одлуке. У интервјуу у наредној години је изјавила да своје неслагање са мужевљевим политикама не исказује јавно због мишљења „да ће изгубити своју ефективност над њим”, као и њено мишљење да такав гест не би помогао да он приближи свој угао погледа на ствари ка њеном. Рекла је да Прва дама може да утиче на званичнике тако што ће дискутовати о проблему, или обратити пажњу на исти. Годинама након напуштања Беле куће, Розалин је негирала наводе како је вршила превелики утицај на свог мужа, инсистирајући на томе да су имали једнако партнерство. Џими Картер је касније написао да се са супругом упуштао у дискусије о различитим темама, и да је она била свесна свега унутар администрације, сем „неких веома поверљивих и осетљивих безбедносних ствари”.

#### Међународне посете
Розалин је представљала председника Картера у састанцима са домаћим и међународним вођама, најзначајније као пратња у посети Латинској Америци 1977. Намерно је направила распоред који омогућава да се не сретне ни са једним шефом државе. Председник Картер је рекао да упркос томе што је у почетку његова супруга примљена са негодовањем као Амерички представник, „на закључку тих састанака, сада се значајно ослањају на њу како би се осигурали да ја разумем осетљивости народа”. Након састанака у Латинској Америци Дејвид Видал је запазио: „Госпођа Картер је постигла лични и дипломатски успех који вишеструко надмашује скромна очекивања њених тутора спољашње политике из Стејт Департмента, као и њених домаћина”. На конференцији за новинаре 7. јуна 1977. Картер је изјавила да су њени састанци са Бразилским вођама садржали и дискусије о људским правима и њене жеље да се Бразил прикључи државама које желе смањење у нуклеарном наоружању преко међународне студије. Розалин се са државним секретаром за безбедност Збигњевом Бжежинским 30. децембра 1977. састаје са пољским кардиналом Стефаном Вишињским у кардиналовој резиденцији у Варшави. Председник Картер је изјавио да је посета била са намером да се покаже Америчко „уважавање степена слободе изражавања религијске вероисповести у држави”.
Предводила је Америчку делегацију на инаугурацију Родрига Караза Одија као председника Костарике у мају 1978, а у августу исте године такође предводи делегацију на сахрану Папе Павла VI у Риму.
Предводи и делегацију у Тајланд 1979. како би решила проблем избеглица из Камбоџе и Лаоса. Обишла је кампове где су избеглице из Камбоџе побегле од борбе између Вијетнамских снага и владе Пола Пота. Помоћ избеглицама, нарочито деци, постаје јој посебан циљ. Након што је била погођена патњом којој је сведочила на својој посети, враћа се у САД и игра кључну улогу у убрзавању апела за помоћ тим избеглицама. У међувремену се одвила Иранска талачка криза, и њен супруг се састао са породицама људи који су заробљени као таоци у амбасади САД у Техерану.
Након што је њен муж упадљиво изостао са Титове сахране, нешто мање од месец дана касније обоје посећују Београд. То је била последња посета неког америчког председника Југославији, и касније званичном Београду.

#### Утисак јавности
Током избора 1976. новинари су је назвали „челичном магнолијом” због њеног крхког и женственог изгледа који је сакривао њену чврсту унутрашњост. Била је позната по томе што није пуно водила рачуна о моди, и ту чињеницу је учврстило то што је на председничкој инаугурацији одлучила да поново обуче хаљину коју је носила на инаугурацији свог мужа за гувернера Џорџије. Њено јавно интересовање за националну политику је мотивисало Кенди Страуд из Њујорк тајмса да напише како Розалин може постати највећи активиста међу Првим дамама још од Еленор Рузвелт. Упркос паду рејтинга подршке тадашњем председнику Картеру, Розалин одржава веома повољну слику у јавности о себи, и била је изједначена са Мајком Терезом као жена којој се свет највише диви. Током говора у скупу у Њујорку априла 1979. изјављује да њена борба и истицање проблема не добија одобравање због недостатка привлачности јер спадају у теме о којима Прва дама говори.

### Председничка кампања 1980.
Тед Кенеди је 1980. из редова Демократске странке изазвао председника Картера у намери да добије подршку странке за место кандидата за председника. Џими Картер је касније написао да је тадашња Иранска талачка криза умногоме утицала на одлуку да се, сем осталих људи из своје администрације, ослони и на своју супругу да представља његову политику у кампањи. Потпредседник Мондејл и Розалин Картер су често били директни посредници председника Картера током пролећног дела његове кампање. Розалин је престала да придодаје значај Кенедијевим нападима након што га је Картер у прелиминарним изборима у странци победио 59.16% према 31.23% у Ајови. Иако је Картер успео да добије номинацију своје странке, Розалин је сматрала да је Тед Кенеди својом кампањом оштетио Демократску странку, и да није адекватно пружио помоћ у председничким изборима: „Био је лош губитник. Мислила сам да ће покушати да помогне Демократској странци након што је видео да не може да победи, јер сам сматрала да је веома важно да Роналд Реган остане ван Беле куће, и сматрала сам да је требао да помогне. Уместо тога, он цепа Демократску странку на парчиће”.
Розалин је у последњих неколико месеци председништва свог мужа била убеђена да ће она и њен муж моћи да победе Роналда Регана у предстојећим председничким изборима 1980. На њен рођендан су анкете показале да Картер сустиже Регана, и да се разлика у Реганову корист смањила са 25% на 7%. На изборима који су се одржали 4. новембра 1980. Реган задаје веома тежак пораз Џимију Картеру. Розалин је тада навела да су Хришћански конзервативци, Иранска талачка криза, инфлација, и жеља грађана да дају глас протеста тадашњој администрацији утицала на Картеров пораз у изборима. Пораз њеног мужа је уследио убрзо након проласка Системског закона о менталном здрављу, који је требао да уради много тога око чега се она залагала током свог боравка у Белој кући. Међутим након доласка Роналда Регана на место председника, изјавила је "да су финансије за наш закон укинуте филозофијом новог председника. Био је то тежак пораз".
У периоду након избора, Розалин упада у депресију, што је навело њеног мужа да искаже предности неизбежног живота након председништва. Телефонирала је све који су подржали кампању за поновни избор како би им се захвалила на подршци. Током транзиционог периода се састаје са Регановом супругом Ненси Реган и води је у обилазак Беле куће. Спријатељила се са Ненси због њихове заједничке подршке неуспелом Амандману за једнака права. Такође је изразила задовољство што су таоци из Ирана пуштени на дан председничке инаугурације Роналда Регана.